# Manuele Ravellino
Manuele Ravellino, né le 22 avril 1974 à Naples en Italie est un joueur de volley-ball italien. Il mesure 2,01 m et joue central. Il totalise quatre sélections en équipe nationale d'Italie.

## Clubs
| Club                        | Pays   | De        | À         |
| --------------------------- | ------ | --------- | --------- |
| Falconara                   | Italie | 1993-1994 | 1999-2000 |
| AS Volley Lube              | Italie | 2000-2001 | 2005-2006 |
| Callipo Sport               | Italie | 2006-2007 | 2006-2007 |
| Volley Corigliano           | Italie | 2007-2008 | 2007-2008 |
| Pineto Volley               | Italie | 2008-2009 | 2009-2010 |
| Pallavolo Città di Castello | Italie | 2010-2011 | 2010-2011 |

## Palmarès
- Championnat d'Italie : 2006
- Coppa Italia : 2001, 2003
- Ligue des champions : 2002
- Coupe de la CEV : 2006